# Saint-Martin (Francia)
Saint-Martin (o Collectivité de Saint-Martin) è la parte settentrionale dell'isola di Saint Martin nelle Piccole Antille, dipendente dalla Francia, mentre la parte meridionale, Sint Maarten, è parte del Regno dei Paesi Bassi.

## Storia
Dal 22 febbraio 2007 è divenuta una Collettività d'Oltremare della Francia di 35 107 abitanti. Precedentemente e provvisoriamente fino al 15 luglio 2007 era un comune francese che faceva parte della DOM-ROM della Guadalupa.
I suoi abitanti si chiamano Saint-Martinois.

## Codici
Saint-Martin (Francia) si è vista assegnare nell'ottobre del 2007 il codice ISO 3166-1 MF (2 lettere), MAF (3 lettere) e 663 (numerico). Prima era invece identificata con i codici di Guadalupa.